# 干しエビ

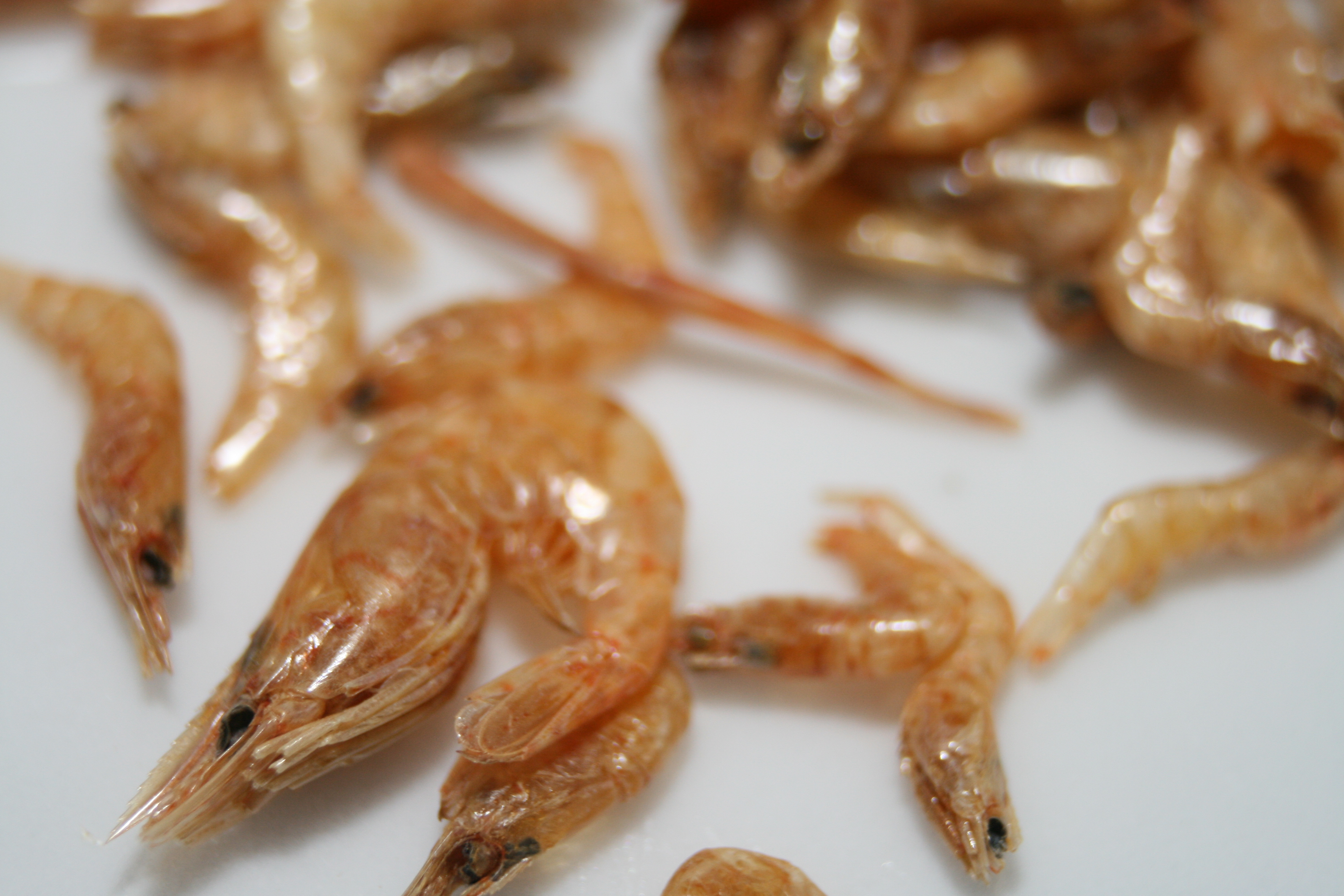
干しエビ

干しエビ (ほしエビ、英: dried shrimp) は、日干しして縮んだエビである。東アジア、東南アジア、南アジア等の多くの料理に用いられ、独特の旨味を与える。通常料理には手に一杯ほど用い、煮込むと味が出てくる。

## 利用

### 東アジア

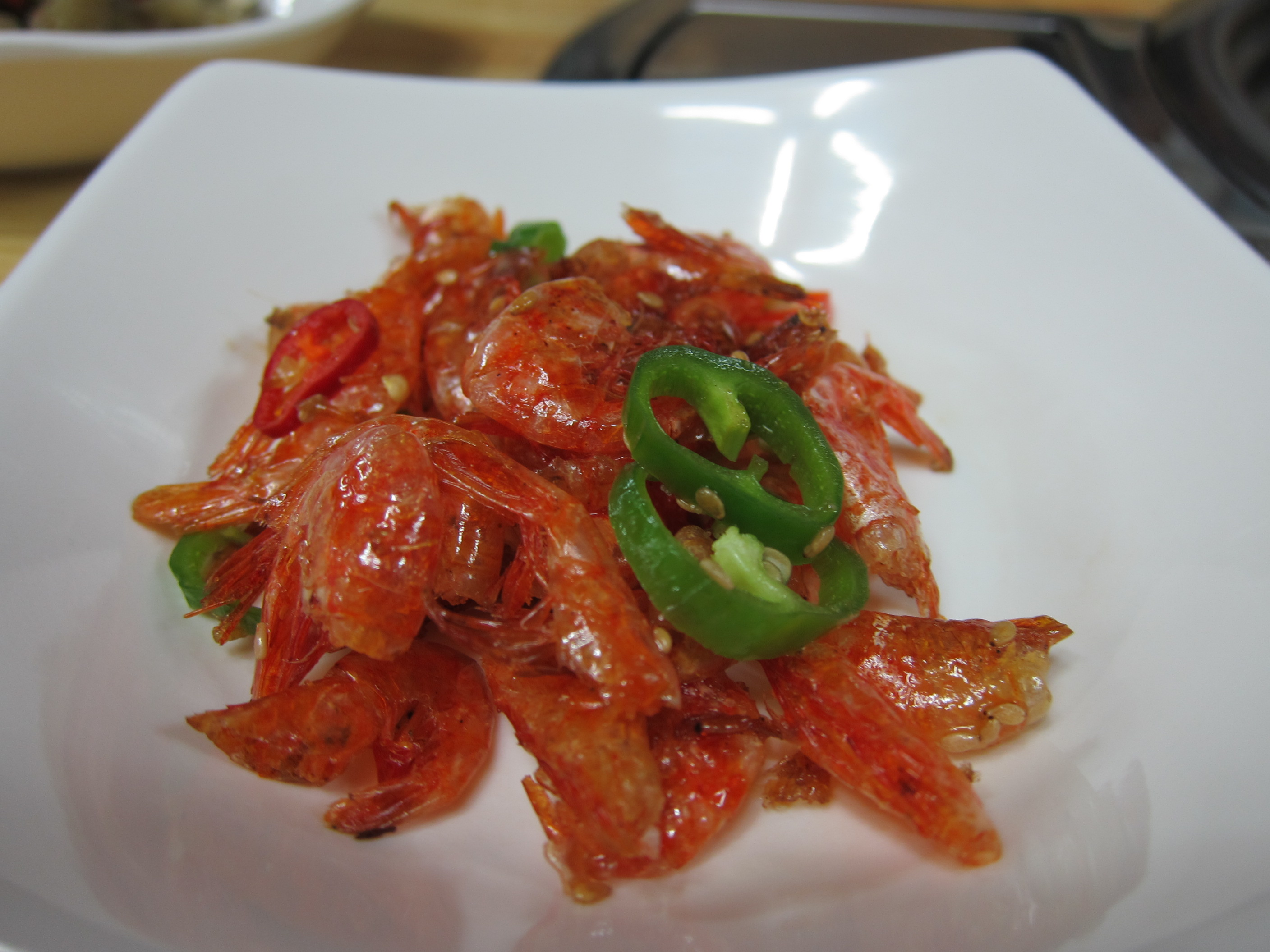
干しエビの揚げ物

中華料理では、生のエビとは全く違った甘味や独特の風味、旨味を求めて、かなり頻繁に用いられる。広東料理のXO醤の材料にもなり、中華料理（特に広東料理）のスープや煮込み、腸粉やちまき等の点心にも用いられる。中国語では「蝦米」と書くが、これはエビがコメくらいの大きさまで縮むからであって、材料にコメが使われている訳ではない。
朝鮮料理では、干しエビを少し水で戻し、油で揚げて、ニンニク、ショウガ、タマネギ、醤油、砂糖、唐辛子等で味付けして副菜として食べる。この料理は、朝鮮語で「mareunsaeu bokkeum」と呼ばれる。煮込み料理（チョリム）や出汁を取るのにも用いられる。

### 東南アジア

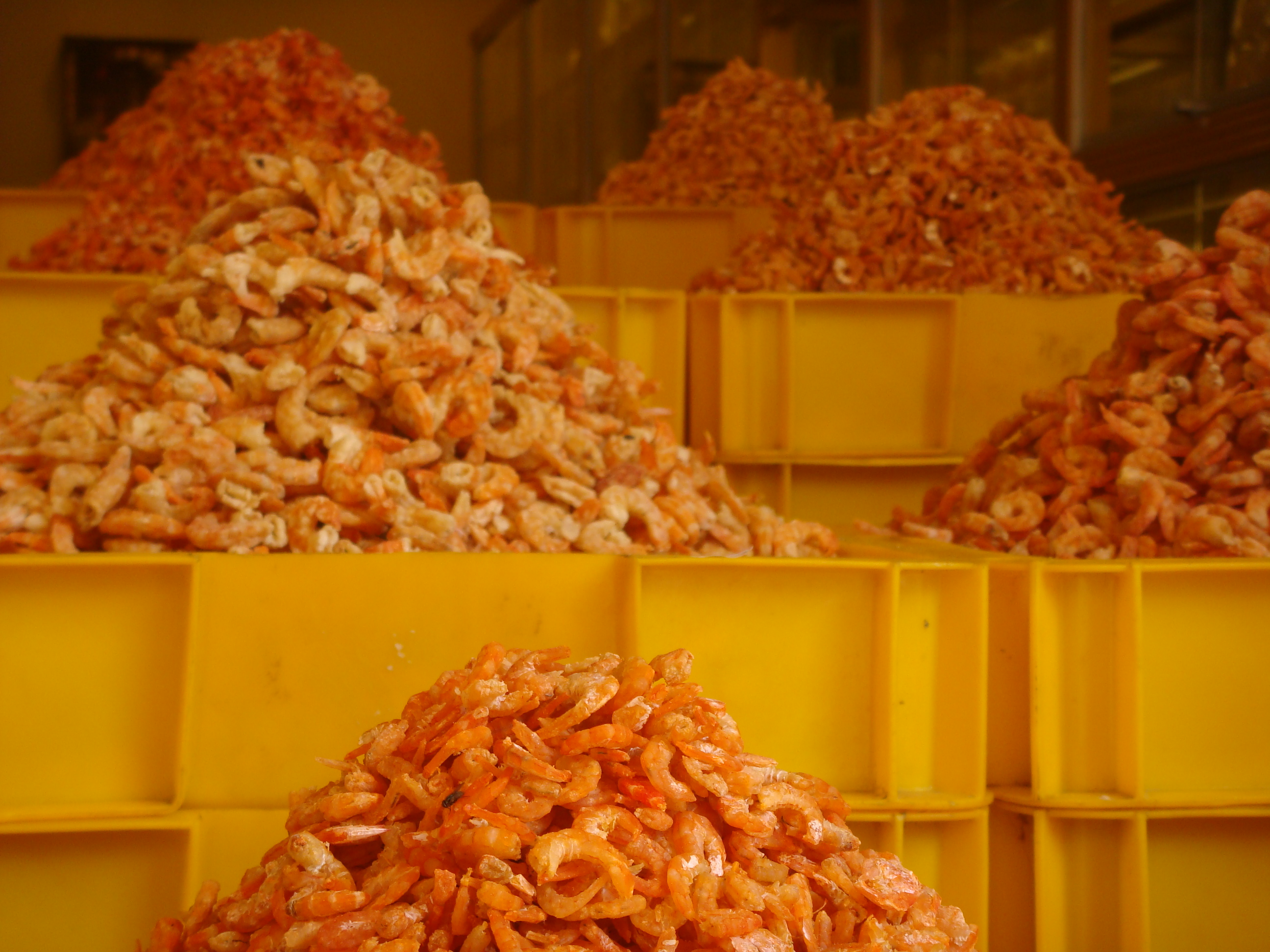
ベトナムのベンタイン市場で売られる干しエビ

ベトナム料理ではトムコーと呼ばれ、スープ、粥、炒飯の具に使われたり、炒め物のトッピングやスナック菓子としても食べられる。
マレーシアの中華系民族、特にプラナカンの子孫は、干しエビからサンバル・ウダン・ケリングを作り、パブ等で提供される。
インドネシア料理では、干しエビは「エビ」と呼ばれる。これは福建省の言葉で「蝦米」を意味する"hebi"か、日本語の「蝦」という言葉に由来している。エビは、インドネシア系中華料理やパレンバン料理では重要な材料であり、キャベツとエビの炒め物等の様々な料理に用いられている。パレンバンでは、エビを茹でて潰し、ソテーしてエビの粉を作り、ンペンペやアシナン、ロジャック等に振りかけて食べる。また、ココナッツミルクの中で出汁を取り、ミッチェロールを作るのにも使われる。
ミャンマー料理では、干しエビはbazun-chaukと呼ばれ、サラダやスープ、調味料等に広く用いられる。主に沿岸沿いで用いられる。焼いた干しエビは、ラペソーやトマトとコブミカンのサラダ等、様々なサラダに用いられる。刻んだ干しエビは、ンガピ・チョー等の調味料を作るのに用いられる。薄いスープの出汁にもなる。
タイ料理では、干しエビはkung haengとして知られ、トウガラシやタイのハーブと合わせて、ナムプリックやタイカレーペーストを作る。ソムタム等のサラダの材料にも使われる。
フィリピン料理では、干しエビはhibi/hibeと呼ばれ、食塩の代わりに味付けに使われたり、ミスア等のスープのベースに用いられる。

### 南アジア
インドでは、オリッサ州、コンカン、アーンドラ・プラデーシュ州、タミル・ナードゥ州地域で料理に用いられている。タミル・ナードゥ州のchenna kunni、アーンドラ・プラデーシュ州のroyya pappu等、様々な種類がある。ナガヤランカは、royya pappuで有名である。
- javla:karandiと呼ばれる小さな種類のエビから作る。頭と殻が付いたまま乾燥させ、全てを食べる。
- sukat:大きな種類のエビから作る。頭と殻が付いたまま乾燥させ、頭と脚を外して食べる。
- soda:大きな種類のエビから作る。殻を外してから乾燥させる。

スリランカでは、人気料理のポル・マッルンの主食材として干しエビが用いられる。

### アフリカ
ナイジェリア等のアフリカ諸国の多くで用いられる。野菜を用いた多くの料理、例えばホウレンソウを油で調理し、コショウとトマトソースをかけた料理等に用いられる。

### メキシコ
干しエビはメキシコ中の市場で見られ、最も知られている料理は恐らく、伝統的なクリスマス料理であるロメリートスに沿える"ミートボール"である。

### ブラジル
ブラジル北東部の料理では、camarao secoと呼ばれる干しエビが良く用いられる。しばしば水で戻して、シチューやアカラジェ等の辛いソースに用いられる。また、粉にしたものがムケッカの調味料として使われたり、食べられる飾りとして料理に直接加えられたりする。

### アメリカ合衆国
干しエビは、18世紀の植民地時代にルイジアナ州セント・マロに居住したフィリピン人漁師によってアメリカ合衆国南部に持ち込まれた。
ルイジアナ州南部では、ケイジャンが強い塩味を付けるためにガンボに加えるようになった。またこれ自身をスナックとして食べることもあり、スナックサイズに小分けしたものが商店で市販されている。